# Яким (Фещак)
о. Яким Фещак ЧСВВ (уроджений Олекса Фещак, 11 червня 1881, Золотий Потік — 12 лютого 1920, Чечельник) — український греко-католицький священник-василіянин, релігійний діяч, редактор. Капелан УГА (декан капеланів УГА).

## Життєпис
Олекса Фещак народився 11 червня 1881 року в містечку Золотий Потік Бучацького повіту, Королівство Галичини та Володимирії, Австро-Угорщина (нині смт Чортківського району Тернопільської области, Україна) в сім'ї заможного, національно свідомого селянина.
Навчався в початковій («вселюдній») школі в Золотому Потоці; закінчив з відзнакою 4 класи ґімназії при Бучацькому монастирі оо. Василіян. У 1896 р. вступив до новіціяту оо. Василіян у Добромилі (навчався там до 1902 р.). У 1898 р. склав перші обіти, у 1901 р. — урочисті обіти (професійні) в Добромильському монастирі оо. Василіян. У Добромилі закінчив гімназію, два роки стислої філософії (1897–1902 рр.).
Працював викладачем (професором), префектом конвікту в Бучачі. Вивчав богослов'я у Кристинополі; молодь і професори просили настоятелів прислати брата Якима до Бучача, тому приватно, крім викладання, вивчав богослов'я.
У 1907 р. отримав ієрейські свячення, після цього був скерований на богословські студії в «Канізіяніум» (Інсбрук, проводили оо. Єзуїти). Викладав латину, риторику в чернечому ліцеї в Крехові. З 1910 р. в монастирі св. Онуфрія (Львів); провідник «Марійського товариства молоді», «дружини пань» (зросла чисельно до 88 осіб) у Львові, з 1911–1914 р. водночас редактор релігійного місячника «Місіонар». Мав погляди проти москвофільства. Під час Першої світової війни — у містах Жовква, Перемишль. Служив у духовній семінарії для українських еміґрантів у Кромерижу (Моравія).
У 1916 р. повернувся до Перемишля (катехит жіночої школи сс. Бенедиктинок). У 1918 р. переїхав до Жовкви (співвидавець часопису «Україна»). У грудні попросив настоятелів чину Василіян відпустити польовим духівником УГА. Став капеляном 9-ї Белзької бригади УГА, польовим духівником у ранзі сотника.
У 1919 р. служив відправи в сирітській захоронці сс. Служебниць у Тернополі. З УГА перейшов р. Збруч поблизу Підволочиська. У Вінниці очолив польове духовенство після смерти отця-доктора Петра Кашуби.
Помер від епідемічного висипного тифу в Чечельнику (тоді Українська Народна Республіка, нині районний центр, Вінницька область).
«Монахом-лицарем» називали галичани о. Якима Фещака ЧСВВ.